# Londons spårväg
Londons spårväg består av tre spårvagnslinjer i södra London med fokus runt Croydon. Den förbinder de södra förorterna i en tvärgående bana, och kan jämföras med Tvärbanan i Stockholm (som för övrigt använder mycket liknande vagnar). Denna Tramlink, öppnades för trafik år 2000 och ersatte två pendeltågslinjer: en shuttle-sträcka Wimbledon-West Croydon och även grenen Addiscomde-Elmers End på banan till Hayes. Ett tidigare nät invigdes 1860, men upphörde 1952. Idag (2009) består spårvägsnätet av tre linjer men det finns planer på att bygga flera olika linjer.

## Linjer

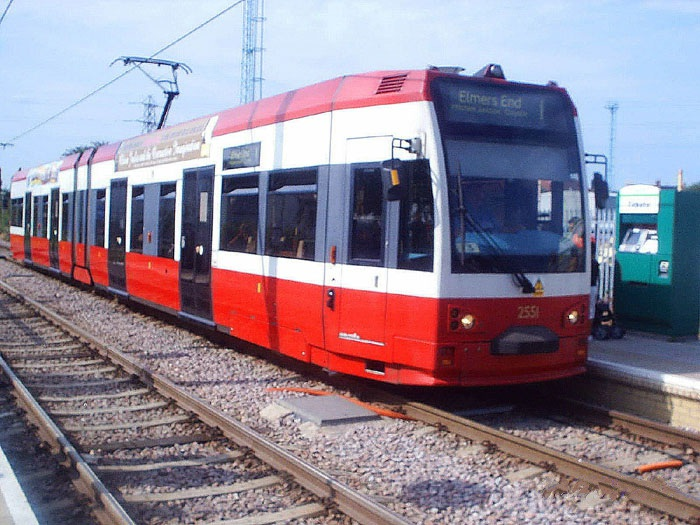
Spårvagn på väg till Elmers End på linje 1.

Linje 1 och 2 trafikeras tillsammans. Spårvagnar på linje 1 utgår från Elmers End och går till en enkelriktad slinga runt centrala Croydon, där de skyltas om till linje 2. De fortsätter sedan till linje 2:s ändhållplats Beckenham Junction, där de vänder, går tillbaka till Croydon-slingan, skyltas om igen till linje 1 och går tillbaka till Elmers End. Linje 3 går mellan New Addington och Wimbledon, och trafikerar halva slingan i vardera riktningen.

## Historia
År 1860 invigdes de första spårvägarna i London, och vagnarna var hästdragna. År 1885 började man köra ångdrivna spårvagnar reguljärt. År 1901 infördes elektriska spårvagnar. År 1914 var nätet Europas största. Nätet började dock minska och tunnelbanor och bussar tog över. Den 5 juli 1952 lades den sista spårvägslinjen i egentliga London ned.
På 1990-talet beslutade man bygga nya spårvägar i södra London, och det invigdes år 2000.
Den 9 november 2016 välte en spårvagn nära Croydon. Sju personer omkom och 50 skadades i olyckan.